# 銮披汶·颂堪
銮披汶·颂堪陸軍元帥，爵位废除后更名为贝·披汶颂堪（RTGS：Plaek Phibunsongkhram；IPA：[plɛ̀ːk pʰí.būːn.sǒŋ.kʰrāːm]；1897年7月14日—1964年6月12日），通稱銮披汶，泰國元帅，曾先後兩次擔任泰國總理（1938年—1944年，1948年—1957年），主宰泰國政治總共超過15年，亦是泰國至今任期最長的總理。
銮披汶是暹罗首个政党人民党的一员，参与了暹羅立憲革命，促使暹罗建立君主立宪制。1938年，他担任暹罗第三任总理，实施威权统治，推动类似于意大利法西斯主义的民族主义政策，塑造个人崇拜、国族认同，打压华人经济、华文教育。在第二次世界大战期间，他主导发动对法战争，收复部分朱拉隆功时代割让予法国的失地，并同日本结盟，向英国、美国宣战。他积极推进社会和文化改革，推行称为“叻塔尼永”的文化准则，将国名由暹罗更改为“泰国”，推行统一的语言文字，助长泰国民族主义兴起，是塑造泰国现代国家认同的关键人物。
1944年，披汶遭到议会罢免，由自由泰人运动派系一度上台组阁，但又随着1947年政变重返政坛，于1948年再度出任总理。他积极支持冷战西方阵营，派遣部队加入联合国军，参与朝鲜战争，促成东南亚条约组织成立。披汶的第二次任期内，政局始终不稳，在1948年、1949年、1951年发生过三次政变，企图推翻其政府。1957年，沙立·他那叻集团发动政变迫使他下台，并最终流亡至日本，于1964年在日本家中逝世。

## 早年生平
銮披汶原名贝·奇达桑卡（皇家轉寫：Plaek Khittasangkha），生于暖武里府。名字“贝”的意思是“怪人”，因为披汶孩童时期双耳的位置比常人要低一些。暹罗民众在1913年须强制取姓氏，其家族于是以奇达桑卡为姓。其父母是农夫，种植榴莲，祖父是华人，籍贯广东，是广府人。由于暹罗华人当时以潮州人为主，有说法称披汶的家族受到语言不通的潮州人排挤，所以披汶的华人认同并不强烈。
披汶少年时在寺院接受教育，后来进入朱拉宗告王家军事学院，于1914年毕业进入暹罗王家陆军炮兵部队服役，军衔至少尉。第一次世界大战后，赴法国应用炮兵学校学习炮兵战术。1928年，七世王巴差提朴授予“銮”的爵位，爵名鑾披汶·頌堪。他后来抛弃銮的头衔，改以披汶颂堪为姓，以原名称之为贝·披汶颂堪。
銮披汶以陆军中校身份加入人民党，在1932年参与政变，迫使暹罗国王放弃君主专制，改行君主立宪制。1933年，参与挫败博沃拉德亲王政变。1934年9月出任陸軍副總司令，兼任國防部長。

## 总理生涯

### 第一次总理任期

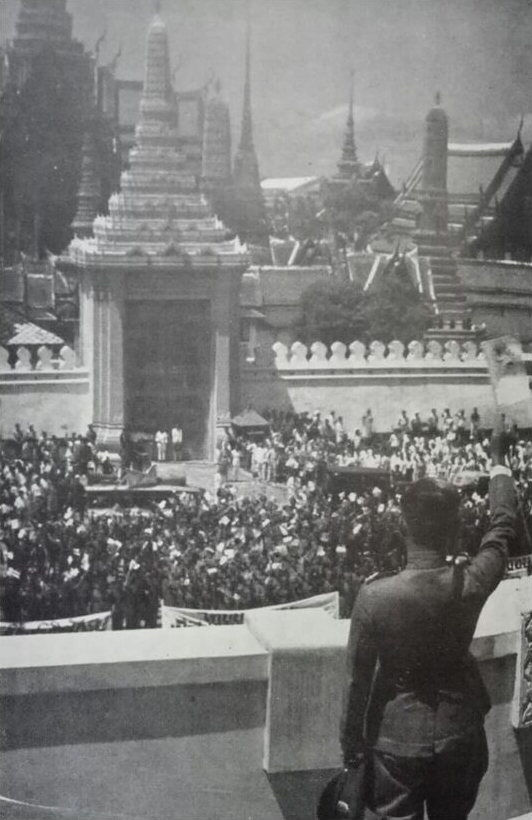
1940年，披汶在国防部前、大王宫宫门对面发表演讲

1938年12月16日，总理披耶拍凤辞任，由披汶担任新任总理，兼任國防部長、內務部長和王家陸軍總司令等職，集军政大权于一身。

#### 文化和经济政策
披汶认可意大利法西斯主义的宣传术，感到暹罗亟需构建国家和民族认同，激发国民凝聚力，相信可以以此增强国力，于是推行国族主义和军国主义政策。他效法墨索里尼政权，通过新闻纪录片等手段，宣传国家成就，构建国族认同；制造个人崇拜，在公共场合和报刊上张贴登载披汶的肖像和语录；还推广羅馬式敬禮，惟遭到銮威集瓦他干等阁僚反对，认为这种敬礼手势不符合传统。
披汶和銮威集瓦他干等阁僚结合暹罗传统习俗，引入现代民族国家概念、公民责任概念和西式文明礼仪，通过十二篇“叻塔尼永”公告，在国旗国歌、国族认同、公民价值、语言文字、作息习惯、着装饮食等诸多方面对泰国民众提出要求，并积极组建机构，制定具体法规努力落实之。1939年6月24日国庆日，銮披汶政府颁布首篇叻塔尼永公告《关于国家、民族与国籍之名字的使用》，将国名定为“泰”"。
为推行落实叻塔尼永政策，銮披汶组建叻塔尼永委员会（คณะกรรมการรัฐนิยม），銮威集瓦他干任主席。銮披汶推行的不少文化改革举措都对泰国民众的日常习俗有深远影响，如改革泰语泰文，使用餐叉、餐勺进食，摒弃男女裸露上身的旧俗，要求在公共场合着外衣、帽子、鞋子等，甚至废除爵位制度，将新年日期改为西历，以进步主义的政策塑造“泰国”全新的文明形象。
披汶政府亦大力促进经济民族主义，打压华裔经济，没收及征收华人财产，打压华文教育，采取不利于华人而有利于泰人的政策，这些政策也迫使华裔群体日趋融入本土暹罗泰族。他主导设立国有企业统制掌控各大行业，并主导组建农业学院（今农业大学）、艺术学院（今艺术大学）、医学学院（今瑪希敦大學）。
披汶在任内策划迁都，新都规划在碧差汶府。他还计划在北標府建造佛教之城。这些计划不符合战时物资短缺的现状，因此造成不少官员的不满。

#### 对法作战

泰法战争期间，披汶检阅军队

1940年，正值第二次世界大战，6月法国沦陷，9月，日軍径直进驻法屬印度支那。披汶认为这是收复五世王时期割让给法国的失地的良机，于是在1940年10月至1941年5月对法作战。尽管泰军有着压倒性的数量优势，仍在大象島海戰中失利，由日本介入调停，最终泰国同维希政权达成停战协定，获得了部分五世王时期的失地:22:78。

#### 同日本结盟
1941年12月8日，日军入侵泰国，披汶政府在一天后下令停火，并对日求和，同意日军取道泰国进攻英属马来亚和缅甸，并同意日军在境内设立基地。日军迅速占领马来亚，给予披汶政府信心，于是在12月21日，同日本正式签订盟约，并在1942年1月25日对英、美宣战；南非联邦和新西兰同日对泰宣战，澳大利亚亦不日宣战。，泰國成為日本帝國在東亞唯一的盟國，儘管披汶並未簽署三國同盟條約。财政部长比里·帕侬荣、外交部长里绿·猜耶南皆反对结盟，二人皆被披汶撤职，比里改任摄政，里绿则改任驻日大使。美国视披汶政府为傀儡政权，并未对泰宣战；日本战败后，美国也尽力阻止英国惩治泰国当局。

#### 政变下台
1944年，日军节节败退，国内反日势力自由泰人运动日趋壮大。1944年7月，駐美大使社尼·巴莫帶領自由泰人運動發動軍事政變，披汶被迫辭職，由宽·阿派旺接任。宽·阿派旺政府表面上维持和日本的盟约，秘密支持自由泰人运动。日本投降后，披汶因同轴心国合作，被盟国判处战争罪。然而由于公众施压，披汶在次年得到释放。

### 第二任总理任期

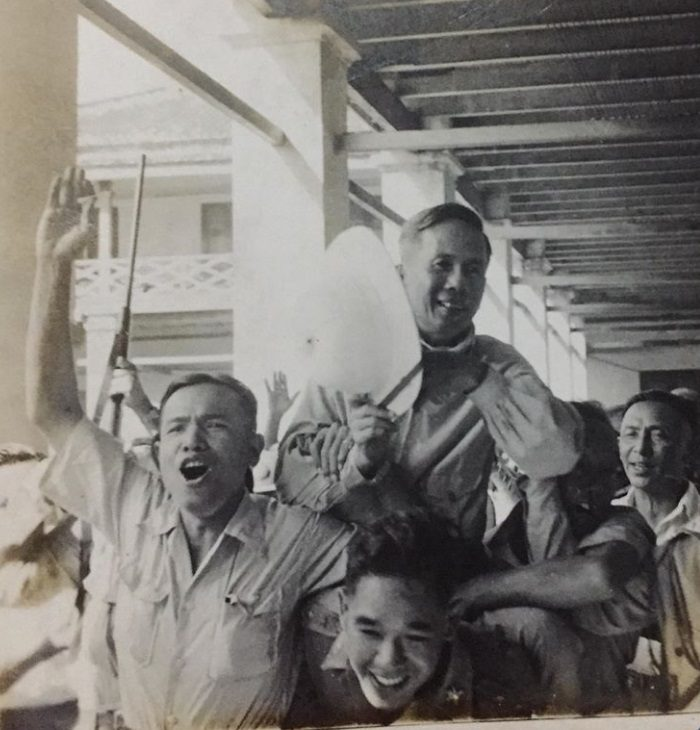
披汶重返政坛

1947年11月，一批军官在比里·帕侬荣执政期间失势而心生不满，于是发动政变推翻他旺·探隆那瓦沙瓦的文人政府，指定宽·阿派旺上台组阁，比里·帕侬荣在英美特工协助下出逃。1948年，宽·阿派旺与军方不和，主动辞职，由披汶继任，重返政坛。
披汶在第二任总理任期摒弃此前的法西斯主义立场，转而支持维护民主制度的外衣，并在冷战背景下顺理成章加入反共阵营。他支持联合国军介入朝鲜战争，派遣了四千人的远征部队，为此得到了美国的物资援助。披汶亦延续其华人同化政策，限制华人移民和华文教育，在经济领域为华人商行设立障碍。然而披汶亦试图在中泰之间设立非正式沟通渠道，他命亲信桑·帕他诺泰将膝下一对兄妹派往中国。1954年，披汶政府协助组建東南亞條約組織，这一组织的总部也设在了曼谷。

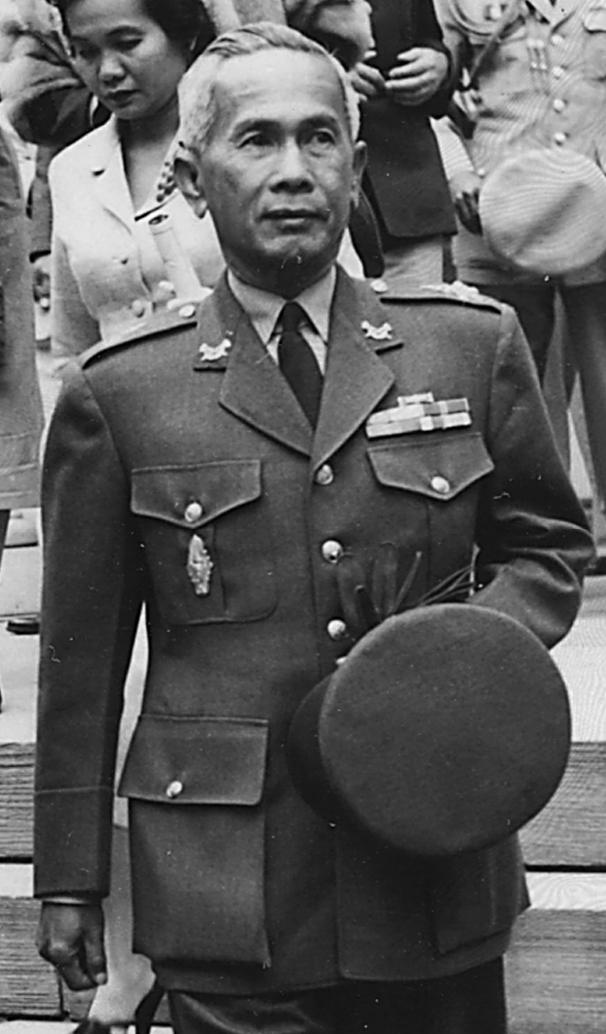
1955年摄于美国纽约州海德公园

1955年，他出访美国和西欧各国，回国后决定施行部分民主化和自由化政策，放开组党限制，特赦政敌，效仿伦敦海德公园在曼谷皇家田广场设立演讲角，还计划在未来举行民主选举。披汶组建自由玛南卡西拉党，出任党主席。1957年1月，披汶批准《就业法》，工会得到合法化，每周工作时间得到限制，假期和加班得到规范化，劳工健康和人身安全得到保障，并将国际劳动节定为公共假期。
披汶首次下台后，所推行的文化政策多被撤销，如国名改回暹罗，爵位制度得到恢复，服饰和文字改革也遭撤销。1947年重新上任，披汶放弃了此前一些较为激进的政策，但仍恢复了部分举措，如再度将国名改为泰国，推广新戏剧、新歌曲等。

#### 政治斗争
披汶在第二次总理任期的权力始终不稳，不论是自由泰人运动派，还是军方内部，均有政敌意图将其政府推翻。披汶由于是1947年政变时由军官集团迎回政坛，亦需为这一势力站台，与沙立·他那叻、保·西亚农分享权力。1948年10月1日，一批陆军总参谋部成员政变未遂，计划败露，超过五十人被捕入狱。1949年2月26日，自由泰人运动派又发动王宫叛乱，占领曼谷大王宫，拥立里绿·猜耶南上台组阁。军队内部发生分裂，支持两派的士兵交火持续超过一周，终以披汶势力胜利告终。1951年6月29日，披汶身在美国清淤船曼哈顿号上，被一批海军军官劫持，押解到战舰西阿瑜陀耶号上，这一事件称为曼哈顿号叛乱。海军和陆军发生巷战交火，空军则支持陆军，轰炸西阿瑜陀耶号，披汶趁机逃脱，致使海军叛党投降。同年11月29日，军方发动“沉默政变”巩固权力，恢复1932年宪法的部分条文，实质废除参议院而改行一院制，允许现役军官在指挥职务之外兼任重要部长职位。
到1956年，国防部长沙立·他那叻的派系日趋强大，足以威胁到披汶的统治，于是披汶和保·西亚农企图将比里·帕侬荣再度迎回国内，也为他洗去谋杀拉玛八世王的嫌疑，惟遭到美国反对而作罢。

#### 下台
1957年的议会选举中，披汶政府遭公众怀疑有舞弊操纵选举的行为，以保持掌权执政，从此迅速失去支持。披汶政府也长期遭批评和国王作对，即使在宗教界也要限制国王的地位，例如在1956年佛历2500年庆典，由披汶出面主持。1957年9月16日，沙立·他那叻指挥军官发动政变推翻披汶政府，并得到亲国王势力支持，亦有传闻称有美国的深度参与。披汶于是出逃，先是飞往柬埔寨，后来由于沙立政权拒绝接受他回国，又赴日本定居。1960年，他还前往印度菩提伽耶短期出家为僧。

## 逝世
1964年6月12日，因心臟病死於日本神奈川縣相模原市。他的遗骸随后移葬至曼谷挽卿縣拍西玛哈他寺（Wat Phra Sri Mahathat）。

### 书目
- Baker, Chris; Phongpaichit, Pasuk.  2nd. Cambridge University Press. 2009  [2018-09-29]. ISBN 9781139194877.
- Chaloemtiarana, Thak. . Ithaca: Cornell Southeast Asia Program. 2007. ISBN 978-0-87727-742-2.
- Fineman, Daniel. . Honolulu: University of Hawaiʻi Press. 1997. ISBN 0-8248-1818-0.
- Mokarapong, Thawatt. . Bangkok: Chalermnit. 1972. ISBN 974-07-5396-5.
- Numnonda, Thamsook. . Singapore: Institute of Southeast Asian Studies. 1977.
- Reynolds, E. Bruce. . European Journal of East Asian Studies 3. 2004: 99–134. doi:10.1163/1570061033004686.
- Stowe, Judith A. . London: C. Hurst & Co. 1991. ISBN 0-8248-1393-6.
- Suwannathat-Pian, Kobkua. . Oxford University Press. 1995. ISBN 967-65-3053-0.
- Terwiel, Barend Jan. . St. Lucia（英语：St Lucia, Queensland）: University of Queensland Press. 1980. ISBN 0-7022-1509-0.
- Staniczek, Lukasz.  (Thesis). Arkadelphia: Ouachita Baptist University. 1999  [2020-04-02].
- Wyatt, David K.  2nd. Yale University Press. 2003. ISBN 0-300-08475-7.